# تلفات توان در سیستم‌های الکتریکی
تلفات توان به سه گروه تلفات فنی توان، تلفات غیر فنی توان و تلفات بازرگانی توان دسته‌بندی می‌شود. اگر کل تلفات را هم از تفاضل انرژی ساخته شده و انرژی فروخته شده بگیریم باید تلفات بازرگانی را نیز به شرح زیر به آن بیافزائیم.

تلفات بازرگانی + انرژی فروخته شده - انرژی ساخته شده = تلفات کل

در واقع در فرمول بالا داریم:

تلفات غیر فنی + تلفات فنی = انرژی فروخته شده - انرژی ساخته شده

که تلفات فنی مربوط به ساختار ذاتی و نوع طراحی و اجرای سیستم قدرت می‌باشد و به آن دسته از تلفات انرژی گفته می‌شود که به شکل گرما از سیستم توان بیرون می‌روند و بیشتر به جهت بهینه نبودن دستگاه و زیر بخش‌های آن رخ می‌دهد. اگرچه تلفات غیر فنی تلفاتی است که در تجهیزات اندازه‌گیری و حفاظتی یک سیستم قدرت ایجاد می‌شودبه تلفاتی گفته می‌شود که بیشتر جنبه اندازه‌گیری و شمرداری دارند. اما تلفات بازرگانی دارای چیستی ای جدا از دو نوع تلفات فنی و غیر فنی است و در واقع یک نوع تلفات رفتن مستقیم انرژی نمی‌باشد بلکه به آن دسته از زیانهای اقتصادی گفته می‌شود که در پی بی برقی یا دشواری‌های کیفیت توان دامنگیر آفریدگاران و بهره برندگان انرژی الکتریکی می‌گردد.

## تلفات فنی
تلفات فنی به دسته‌ای از تلفات دستگاه توان گفته می‌شود که به گونه‌ای منجر به تبدیل انرژی الکتریکی به گرما، از آغاز آفریدن تا گام رساندن به مصرف‌کننده می‌گردد.
تلفات فنی که در بسیاری از زمان‌ها بجای کل تلفات دستگاه توان جابجا گرفته می‌شود دربردارنده طیف گسترده‌ای از همه گونه تلفات می‌باشد که در این بخش با دو عنوان تلفات فرستادن و تلفات پخش تشریح گردیده‌اند. کمابیش تلفات دستگاه آفریدن (نیروگاه‌ها) در دسته تلفات دستگاه توان به‌شمار نمی‌آید و نیروگاه‌ها به عنوان یکه‌های صنعتی انگاشته می‌شوند که فروش برق به شبکه را پذیرا هستند و همه انرژیهای مصرف شده در نیروگاه به عنوان مصرف درونی آن به‌شمار می‌آید که گهگاه کاهش یافتنی است.

### تلفات در شبکه فرستادن
1. تلفات برخاسته از ایستادگی توانراه‌ها
2. تلفات برخاسته از فرسودگی کالاها
3. تلفات (برق)
4. تلفات در جداگرها
5. جریان نشتی
6. تلفات پسماند
7. تلفات برخاسته از ناترازی فازها
8. تلفات برخاسته از پخش بار نامناسب
9. تلفات برخاسته از گذر توان راکتیو
10. تلفات برخاسته از پراکندگی امواج الکترومغناطیسی در اشیاء فلزی[۲]

### تلفات دستگاه پخش
1. تلفات برخاسته از ایستادگی خطوط
2. تلفات برخاسته از ناترازی خطوط
3. تلفات برخاسته از تراز نبودن فازها
4. تلفات برخاسته از اتصال زمین نامناسب
5. تلفات ذاتی ترانسفورماتورها، کالاهای اندازه‌گیری و…
6. تلفات جداگری کالاها
7. تلفات برخاسته از افزوده بار کالاها
8. تلفات برخاسته از ضریب توان پایین
9. تلفات برخاسته از هارمونیک‌ها
10. اثر پوستی
11. تلفات آهنی
12. تلفات جداگری
13. تلفات از راه سیم نول

## تلفات غیر فنی
تلفات غیر فنی به بخشی از تلفات انرژی گفته می‌شود که در دسته تلفات فنی جای نمی‌گیرند و بیشتر جنبه گزندهای شمرداری و اندازه‌گیری دارند.
در این بخش، انواع تلفات غیر فنی در یک دستگاه توان آورده شده‌است:
1. بهره‌گیری نادرست از برق
2. دستکاری در کالاهای اندازه‌گیری و کنتورها
3. آسیب زدن به کنتورها
4. بیرون کردن کنتورها از چرخه
5. نخواندن درست کنتورها
6. انشعاب گیری مستقیم از شبکه‌های برق
7. نبود دستگاه اندازه‌گیری
8. روشنایی گذرگاه‌ها
9. کاربردهای کشاورزی
10. کاربردها سازمان‌ها دولتی و منازل مسکونی

## تلفات بازرگانی
این تلفات بگونه غیر مستقیم به مصرف انرژی وابسته است. در واقع چشم پوشی از موارد برق دزدی و موارد اندازه‌گیری نشده، دسته‌ای دیگر از تلفات غیر فنی پدید آمده‌اند که وابسته با ناکارامد بودن دستگاه شمردار و دیگر دشواری‌های جنبی می‌باشند و اصولاً زیانهای اقتصادی را می برگیرند. بیشترین موارد این دسته به شرح زیرند:
1. قبض‌های پرداخت نشده
2. صدور قبوض نادرست
3. خواندن ناهمزمان کنتورها
4. بازرسی نکردن بر دیماند خریداری شده از سوی توانگیرها
5. انرژی پخش نشده
6. زیانهای برخاسته از بُرش بار یا دشواری‌ها کیفیت توان

## بنمایه
1. ↑  Hirsh, Richard F. Power loss: The origins of deregulation and restructuring in the American electric utility system. 2002.
2. ↑  Stevenson, William D. "Elements of power system analysis-4/E." (1982).